# Gauwirtschaftskammer Rhein-Main
Die Gauwirtschaftskammer Rhein-Main war 1943 bis 1945 die Gauwirtschaftskammer für den Gau Hessen-Nassau.
Bereits 1933 waren die Industrie- und Handelskammern Limburg, Wiesbaden, Hanau und Frankfurt am Main als Preußische Industrie- und Handelskammer für das Rhein-Mainische Wirtschaftsgebiet zusammengefasst worden. Gleichzeitig wurde der Verband Hessen-Nassauischer Industrie- und Handelskammern aufgelöst und durch den Rhein-Mainische Industrie- und Handelstag ersetzt. Diesem gehörten die IHK für das Rhein-Mainische Wirtschaftsgebiet und die hessischen Industrie- und Handelskammern Bingen, Darmstadt, Friedberg, Gießen, Mainz, Offenbach am Main und Worms an.
Im September 1936 wurde dieser Verband durch die Wirtschaftskammer Hessen ersetzt. Die Wirtschaftskammer Hessen war die gemeinsame Vertretung der in ihrem Bezirk bestehenden fachlichen Gliederungen der Organisation der gewerblichen Wirtschaft, der Industrie- und Handelskammern, der Handwerkskammern (wie die Handwerkskammer Frankfurt am Main) aufgelöst und der Organisation des Verkehrsgewerbes. Ihr Bezirk umfasste das Land Hessen und die preußische Provinz Hessen-Nassau (ohne die Kreise Biedenkopf, Dillenburg und die Herrschaft Schmalkalden sowie einige Gemeinden des Kreises St. Goarshausen). Geschäftsstelle der Wirtschaftskammer war die Industrie- und Handelskammer in Frankfurt am Main.
Zum 1. Januar 1943 wurden die Industrie- und Handelskammern sowie die Handwerkskammern aufgelöst und die Gauwirtschaftskammern überführt. Präsident der Gauwirtschaftskammer wurde Carl Lüer, der bisherige Präsident der Frankfurter IHK. Dieser legte das Amt jedoch kurz nach der Gründung der Gauwirtschaftskammer nieder und sein Stellvertreter, der Reichsinnungsmeister für das Elektrohandwerk Hermann Gamer, wurde Präsident.
Mit dem Kriegsende endete auch die Tätigkeit der Gauwirtschaftskammer. Die Industrie- und Handelskammern sowie die Handwerkskammer wurden neu gebildet. Durch die Abtrennung Rheinhessens von Hessen gab es auch auf Verbandsebene keinen direkten Nachfolger die Gauwirtschaftskammer Rhein-Main.